# Steven Howard (chính khách)
Steven James Howard là một chính khách người Mỹ đến từ bang Vermont. Ông đại diện cho các bộ phận của thành phố Rutland trong Hạ viện Vermont từ năm 1993 đến 2011, ngoại trừ ba nhiệm kỳ từ 1999 đến 2005. Một đảng Dân chủ, ông đại diện cho quận Rutland-5-3, và tranh cử không thành công cho Phó Thống đốc Vermont trong năm 2010.

## Tiểu sử
Howard được sinh ra ở Rutland, Vermont vào ngày 3 tháng 8 năm 1971. Ông được giáo dục tại Mt.  Học viện Thánh Joseph, một trường trung học Công giáo ở Rutland, và tại Boston College, B.A., 1993.

## Đời tư

### Trong cơ quan lập pháp
Từ năm 1993 đến năm 1999, Howard đại diện cho thị trấn Rutland trong Hạ viện Vermont, phục vụ quận Rutland-4. Từ năm 1995 đến 1997, từng là chủ tịch của Đảng Dân chủ Vermont và là chủ tịch đảng chính trị nhà nước trẻ nhất trong cả nước. Trong nhiệm kỳ làm chủ tịch đảng, đồng thời phục vụ trong Cơ quan lập pháp Vermont, Howard tuyên bố công khai rằng ông là người đồng tính. Ông hiện là một trong năm thành viên đồng tính công khai của Cơ quan lập pháp Vermont, cùng với Sen. Ed Flanagan (D-Quận Chittenden) và đại diện Bill Lippert (D-Hinesburg), Suzi Wizowaty (D-Burlington) và Jason Lorber (D-Burlington).

### Tranh cử Phó Thống đốc
Vào tháng 1 năm 2010, Howard tuyên bố ứng cử vào văn phòng Phó Thống đốc trong cuộc bầu cử năm 2010 - thông báo được đưa ra trên trang Facebook của ông. Ông đã giành chiến thắng trong cuộc bầu cử sơ bộ Dân chủ được tổ chức vào ngày 24 tháng 8 năm 2010, giành được khoảng 1.500 phiếu bầu (dưới 3%). Ông tiếp tục thua cuộc tổng tuyển cử trước đảng Cộng hòa Phillip Scott.